# 哈薩克斯坦英雄

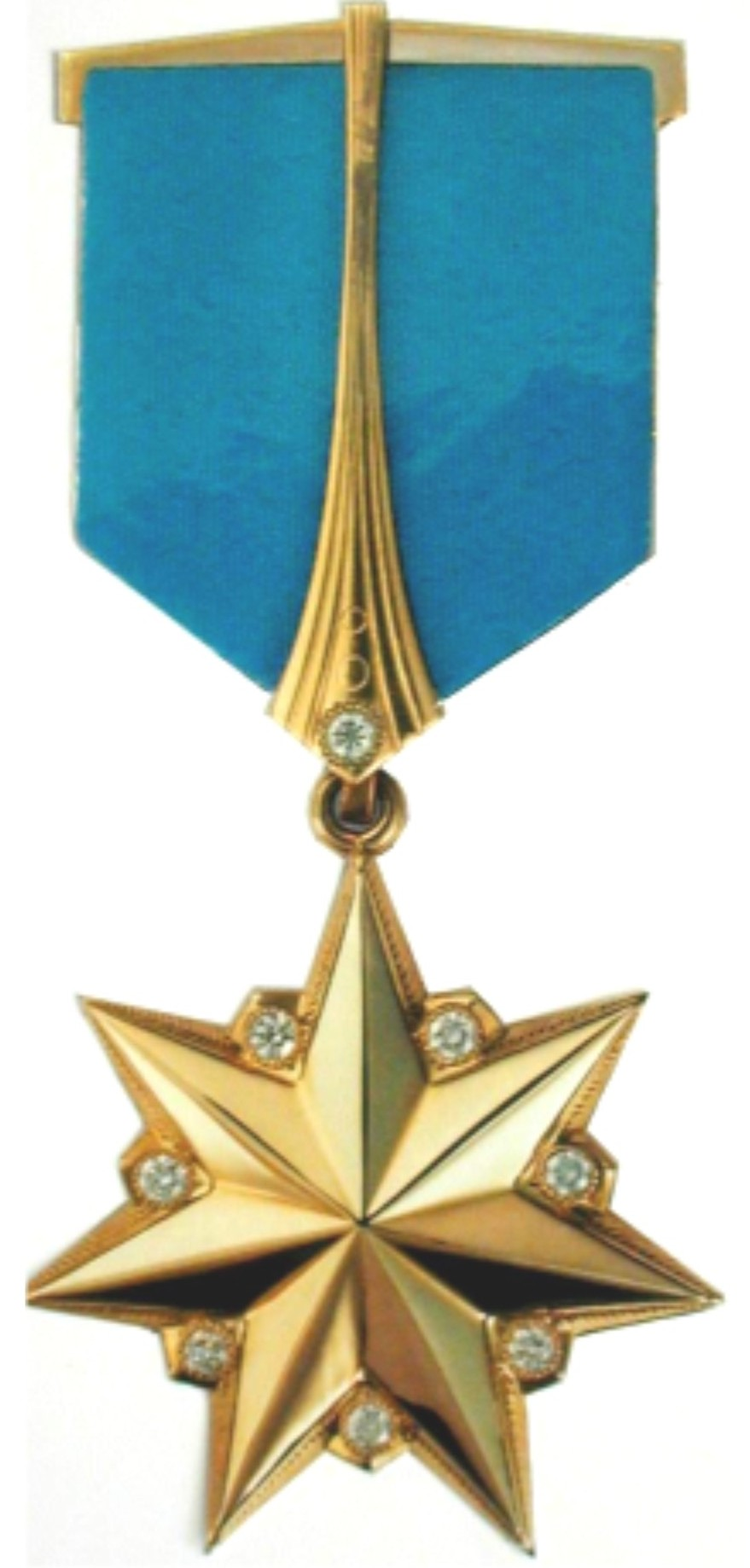
哈薩克斯坦人民英雄

哈薩克斯坦人民英雄，和金鷹勋章是哈薩克斯坦共和國賦予的最高榮譽。

## 概述
根據哈薩克斯坦共和國法律，哈薩克人和外國人因非凡軍事或民事服務功積，將得到祖國勋章。人民英雄是國家最高獎賞，只有金鷹勋章才能相等。獲得此頭銜的人將獲得七射星形式的鍍金獎章，無光鋯石鑲嵌在射線之間。受賞人也得以免除財產稅和其他義務。

## 著名获得者
- 萨加达特·努尔马甘别托夫 (1994年)
- 托克塔尔·奥巴基罗夫 (1995年)
- 塔尔加特·穆萨巴耶夫 (1995年)
- 尤里·马连琴科 (1995年)
- 沙菲克·乔金 (1996年)
- 萝扎·巴格拉诺娃 (1996年)
- 凯拉特·雷斯库尔别科夫 (1996年，追授)
- 巴赫图拉斯·别伊斯克巴耶夫 (1998年，追授)
- 拉希姆然·科什卡尔巴耶夫 (1999年，追授)
- 希瓦兹·多斯帕诺娃 (2004年)
- 穆赫塔尔·阿尔滕巴耶夫 (2006年)
- 包尔江·玛穆什 (追授)
- 努尔苏丹·纳扎尔巴耶夫 (2019年)